# Colletes arizonensis
Colletes arizonensis är en biart som beskrevs av Alexander Charles Stephen 1954. Den ingår i släktet sidenbin, och familjen korttungebin. Inga underarter finns listade i Catalogue of Life.

## Beskrivning
Pälsen i ansiktet är vit, hos hanen riklig, hos honan gles och med viss inblandning av svarta hår kring antennfästena. Mellankroppen har övervägande svart päls på sidorna, glest gråaktig upptill. I bakkanterna på tergiterna 1 till 5 (de fem främsta segmenten på bakkroppens ovansida) har hanen vita pälsband. Resten av tergit 1 har kort, vitaktig päls, medan resten av tergit 4 till 6 har riklig men kort, svart päls  Hanens antenner är mörkt rödbruna till svarta. Honan har motsvarande vita hårband på bakkanterna av tergit 1 till 4, rikligt med vitaktig päls på resten av tergit 1, samt brunaktig till svart päls på resten av tergiterna 3 till 5. Hennes antenner är bruna i nedertelen, svarta i toppen. Båda könen har mörkbruna till svarta ben och mörka vingar täckta med mörkbruna hår. Hanen är drygt 8 mm lång, med en medelvinglängd av 7 mm; honan är tydligt större, med en kroppslängd på 10 mm och en vinglängd på nästan 8 mm.

## Ekologi
Arten har påträffats i bergsterräng med chaparral.

## Utbredning
Utbredningsområdet omfattar sydvästra USA och Mexiko från Arizona och Texas över Sonora och Jalisco till Quintana Roo.